# 卡尔海因茨·克洛茨
卡尔海因茨·克洛茨（德語：Karlheinz Klotz，1950年3月10日—），德国男子田径运动员，主攻短跑。他曾代表西德参加1972年夏季奥林匹克运动会田径比赛，获得男子4×100米接力铜牌。